# Maisach (Lierbach)
Die Maisach ist ein sieben Kilometer langer Bach des westlichen Schwarzwaldes auf dem Gebiet der Kleinstadt Oppenau im Ortenaukreis in Baden-Württemberg, der in Oppenau selbst von links in Unterlauf des Rench-Zuflusses Lierbach mündet.

## Geographie

### Verlauf

#### Oberläufe
Die Maisach hat ein stark aufgefiedertes Zuflusssystem. An der mündungsfernsten und zugleich höchsten Quelle entsteht das Tannenfelser Rankbächle auf etwa 830 m ü. NHN. Es läuft südlich, tieft sich sehr schnell ein und nimmt nach etwa anderthalb Kilometern einen größeren Zufluss von links beim Hof Untere Wernest auf, womit der Wernestbach entsteht. Dieser zieht weitere anderthalb Kilometer weiter und fließt dann mit dem aus Bad Antogast kommenden, etwas über zwei Kilometer langem linken und östlichen Oberlauf der Maisach, der unter dem Brandkopf auf etwa 740 m ü. NHN entsteht, zwischen den Höfen Hinterer und Vorderer Filderhart zur Maisach zusammen.

#### Unterlauf
Die Maisach fließt ab hier ziemlich beständig westlich, in ihrem Tal läuft nun eine Kreisstraße (K 5300). Sie nimmt noch einige weitere Zuflüsse von unter zweieinhalb Kilometern Länge auf, passiert nach einigen dichter beieinanderstehenden Gehöften des Ortsteils Maisach eine Mühle und tritt am Wohnplatz An der Maisachhalde auf die Gemarkung der Kleinstadt Oppenau selbst über. Nach weiteren etwa 800 Metern Lauf mündet sie schließlich beim dortigen Bad und schon innerhalb des geschlossenen Siedlungsbereichs von Oppenau von links in den unteren Lierbach, dessen größter Zufluss sie ist.

### Einzugsgebiet
Die Maisach hat ein Einzugsgebiet von gegen 13 km² Größe, das sich in Gestalt einer in der Mitte recht breiten, nach rechts gebogenen Sichel von seiner Nordspitze über der obersten Quelle nahe seinem höchsten Punkt auf dem Rossbühl auf 963 m ü. NHN bis zu seiner Westspitze an der Mündung auf etwa 285 m ü. NHN zieht. Darin läuft die Hauptfließstrecke Tannenfelser Rankbächle – Wernestbach – Maisach deutlich näher an der rechten Wasserscheide, die meisten Zuflüsse fallen der Maisach deshalb von links zu.
Das Einzugsgebiet wird eingerahmt von dem des aufnehmenden Lierbachs im Nordwesten, der obersten Rench im Osten und der oberen Rench sowie dann wieder des Lierbachs im Südwesten und Westen. Auf einem kurzen Stück an der Nordspitze über der höchsten Quelle im Zuflusssystem läuft die Wasserscheide auch gegen die Murg.

### Zuflüsse
Liste der Zuflüsse von der Quelle zur Mündung. Gewässerlänge, Einzugsgebiet und Höhe nach den entsprechenden Layern auf der Onlinekarte der LUBW. Andere Quellen für die Angaben sind vermerkt. Auswahl. Notnamen eingeklammert.
Zusammenfluss der Maisach aus linkem Wernestbach und dem rechten Bad Antogaster Bachzweig auf etwa 285 m ü. NHN zwischen Hinterem und Vorderem Filterhart.
- Wernestbach, rechter Oberlauf, 1,5 km (ab Zusammenfluss der Wernestbach-Quelläste) bzw. 3,0 km (ab Quelle des Tannenfelser Rankbächles) und ca. 3,6 km². Entsteht auf unter 530 m ü. NHN zwischen Obere und Untere Wernest durch Zusammenfluss.
  - Tannenfelser Rankbächle, rechter Quellbach des Wernestbachs, 1,5 km und ca. 1,8 km². Entsteht am Hang zwischen Sandkopf und Rossbühl auf etwa 830 m ü. NHN (⊙).
  - (Bach von der Kohlgrube her), linker Quellbach des Wernestbachs, 0,8 km und ca. 0,78 km². Entsteht am Westhang des Bergsattels auf etwa 740 m ü. NHN.
  - (Waldklingenbach), von rechts zwischen Nockenbauernhof und Unterem Filterhart auf unter 460 m ü. NHN, 0,8 km. Entsteht westlich von Am Horn auf etwa 630 m ü. NHN.
- (Bach durch Bad Antogast), linker Oberlauf, 2,2 km und ca. 1,8 km². Entsteht am Südwestausläufer des Brandkopfes über Breitmatt auf etwa 740 m ü. NHN.
  - (Anderer Quellast), von links unterhalb von Breitmatt auf etwa 540 m ü. NHN, ca. 0,6 km.[LUBW 5] Entsteht an der Spitze des Brandkopf-Ausläufers auf etwa 715 m ü. NHN.
  - (Zufluss von Osten), von rechts an den Häusern von Bei Antogast auf etwa 505 m ü. NHN, 1,1 km. Entsteht am Westhang des Brandkopfs auf etwa 680 m ü. NHN.
- Bägoldsbächle (Zufluss am Zinken Bägoldsbach vorbei), von links in Maisach oberhalb der Mühle auf über 350 m ü. NHN, 2,4 km und ca. 3,0 km². Entsteht am Nordhang des nördlichen Braunberg-Gipfels auf etwa 720 m ü. NHN.
  - (Anderer Quellast), von links und Süden kurz vor Oberer Bägoldbach auf etwa 430 m ü. NHN, 0,8 km. Entsteht am Wassereck auf etwa 585 m ü. NHN.
  - (Bach vom Holzhau), von rechts und Südosten auf etwa 380 m ü. NHN unterhalb von Unterer Bägoldsbach, 1,9 km. Entsteht auf etwa 620 m ü. NHN am Nordausläufer des Braunbergs über Holzhau.
    - (Bach aus dem Fuchsloch), von links und Süden auf etwa 447 m ü. NHN gegenüber einer Waldlichtung, 0,9 km. Entsteht auf etwa 665 m ü. NHN am Nordhang des nördlichen Braunberg-Gipfels über Am Fuchsloch/Am Wald.

  - Rudersbächle[2], von rechts und Osten auf etwa 360 m ü. NHN kurz vor der Mündung, 1,8 km. Entsteht auf unter 610 m ü. NHN im Katzenloch auf der Gemeindegrenze zu Bad Peterstal-Griesbach nördlich von dessen Zinken Breitenberg.
- Webersgrundbächle (Bach am Maisacher Hof Webersgrund vorbei), von links und Süden unterhalb der Mühle von Maisach auf über 340 m ü. NHN, 1,2 km. Entsteht am Nordhang des Weißekopfs auf etwa 570 m ü. NHN.
- Filderbächle, von rechts und Nordosten in der westlichen Maisacher Teilgemarkung auf unter 330 m ü. NHN, 2,1 km. Entsteht auf etwa 575 m ü. NHN nördlich des Maisacher Wohnplatzes Filderbach am Hang unter der Talsteige der L 92.
- Grundbächle, von links und Südosten bei An der Maisachhalde auf etwa 305 m ü. NHN, 1,7 km. Entsteht auf etwa 545 m ü. NHN im Forstdistrikt Gantersgrund zwischen Weiße- und Rakopf.

Mündung der Maisach auf etwa 285 m ü. NHN links und zuletzt Osten in den unteren Lierbach beim Bad am Ostende der geschlossenen Bebauung von Oppenau. Die Maisach ist ab dem Zusammenfluss ihrer Quellbäche 4,1 km, ab dem Beginn ihres rechten Hauptstrang-Oberlaufs Wernestbach 5,5  und ab der Quelle von wiederum dessen rechten Hauptstrang-Oberlauf Tannenfelser Rankbächle, 7,0 km lang. Sie hat ein Einzugsgebiet von 12,6 km².

## Besiedlung und Landschaft
Die Maisach fließt durch das Gebiet der Kleinstadt Oppenau im Ortenaukreis. Der größte Teil ihrer Fließstrecke und fast der ganze ihrer Zuflüsse liegt auf der Maisacher Teilgemarkung, die auch den größten Teil des Einzugsgebietes umfasst. Es ist von vielen Talläufen durchzogen, auf deren Grund und unteren Hängen oft Rodungsinseln um die schwarzwaldtypischen Zinken und Einzelgehöfte liegen und welche längs der größeren Talachsen oft zusammengewachsen sind. Über diesem teilweise besiedelten Bereich liegen Wälder bis hinauf in die Kammlagen. Hier gibt es nur am Rossbühl einmal offene Flur.

### LUBW
Amtliche Online-Gewässerkarte mit passendem Ausschnitt und den hier benutzten Layern: Lauf und Einzugsgebiet der Maisach

Allgemeiner Einstieg ohne Voreinstellungen und Layer: Daten- und Kartendienst der Landesanstalt für Umwelt Baden-Württemberg (LUBW) (Hinweise)
1. 1 2 3  Höhe nach dem Höhenlinienbild auf dem Hintergrundlayer Topographische Karte.
2. 1 2 3 4  Länge nach dem Layer Gewässernetz (AWGN).
3. 1 2  Einzugsgebiet nach dem Layer Basiseinzugsgebiet (AWGN).
4. ↑  Einzugsgebiet abgemessen auf dem Hintergrundlayer Topographische Karte.
5. ↑  Länge abgemessen auf dem Hintergrundlayer Topographische Karte.

### Andere Belege
1. ↑  Heinz Fischer, Hans-Jürgen Klink: Geographische Landesaufnahme: Die naturräumlichen Einheiten auf Blatt 177 Offenburg. Bundesanstalt für Landeskunde, Bad Godesberg 1967. → Online-Karte (PDF; 4,0 MB)
2. ↑  Gewässername Rudersbächle nach den Meßtischblättern
  - 7515 Petersthal von 1876
  - 7515 Kniebis von 1899

in der Deutschen Fotothek. Wird dagegen (wohl metonymisch nach der Schlucht des Oberlaufs) auf LUBW Katzenloch genannt